# Iphiaulax romani
Iphiaulax romani är en stekelart som beskrevs av Baltazar 1966. Iphiaulax romani ingår i släktet Iphiaulax och familjen bracksteklar. Inga underarter finns listade i Catalogue of Life.